# Ghiacciaio Cassidy
Il ghiacciaio Cassidy è un ghiacciaio lungo circa 13 km situato nella regione centro-occidentale della Dipendenza di Ross, in Antartide. Il ghiacciaio, il cui punto più alto si trova a circa 2000 m s.l.m., si trova in particolare tra i monti Quartermain, a est, e il nunatak Depot, a ovest, nell'entroterra della costa di Scott, dove fluisce verso nord-est fino a unire il proprio flusso, a cui nel frattempo si è unito quello di altri ghiacciai come il Fitzpatrick e il Fireman, a quello del ghiacciaio Taylor.

## Storia
Il ghiacciaio Cassidy è stato mappato dai membri della spedizione Discovery, condotta dal 1904 al 1907, che però, pensando che facesse parte del ghiacciaio Taylor, lo avevano identificato semplicemente come "Braccio sud-occidentale". In seguito il ghiacciaio è stato poi mappato più in dettaglio da membri dello United States Geological Survey e così battezzato nel 1992 dal Comitato consultivo dei nomi antartici in onore di William A. Cassidy, del dipartimento di geologia e planetologia dell'Università di Pittsburgh, il quale per 13 stagioni, dal 1976 al 1990, ha diretto le squadre del Programma Antartico degli Stati Uniti d'America impiegate nella raccolta e nello studio di meteoriti antartici rinvenuti in diversi siti della Terra della Regina Vittoria.